# Сірковуглець
Сірковуглець CS2 — неорганічна сполука вуглецю та сірки складу CS2. За звичайних умов являє собою прозору або жовтувату летку рідину з ефірним запахом. Використовується для синтезу штучних волокон, а також як розчинник. Сірковуглець є отруйною речовиною.

## Фізичні властивості
Температура кипіння — 46,2 °C, густина — 1263 кг/м³. Частково розкладається під дією ультрафіолетових променів; продукти розкладу мають надзвичайно неприємний запах. Суміш парів сірковуглецю з повітрям (1,25-50 % CS2 по об'єму) спалахує при температурі близько 100 °C. Розчиняє жири, олії, смоли, каучуки, сірку, фосфор, йод, нітрат срібла. Змішується у будь-яких пропорціях з ефіром, етанолом, хлороформом; мало розчинний у воді.
При довгому зберіганні сірковуглець жовтіє і набуває неприємного запаху.

## Хімічні властивості
При нагріванні вище 150 °C сірковуглець розкладається водою:
{\displaystyle \mathrm {CS_{2}+2H_{2}O\rightarrow CO_{2}+2H_{2}S} }
Під дією сильних окисників він розкладається із виділенням сірки:
{\displaystyle \mathrm {CS_{2}{\xrightarrow {[o]}}CO_{2}+S} }
Сірковуглець може утворювати аналоги карбонатів — тіокарбонати. Дані солі використовуються у сільському господарстві як засіб проти шкідників.
{\displaystyle \mathrm {CS_{2}+K_{2}S\rightarrow K_{2}[CS_{3}]} }

## Отримання
Сірковуглець CS2 одержують пропусканням пари сірки крізь шар розжареного вугілля.

## Застосування
Основна кількість сірковуглецю йде на отримання віскози, яку використовують для виготовлення одного з видів штучного волокна. Також він застосовується для отримання тетрахлорметану, екстрагування олій та смол. Великі кількості сірковуглецю витрачаються на боротьбу з різними шкідниками сільськогосподарських культур.

## Вплив на здоров'я
Сірковуглець є небезпечною речовиною. Зазнати ураження ним можна при контакті через очі, шкіру, дихальні шляхи. Симптомами отруєння є головний біль, безсоння, слабкість, втрата ваги, гастрит, захворювання нирок, дерматит, зниженням репродуктивної здатності.
Зазвичай зона захворювань, спричинених дією сірковуглецю, розташовується довкола підприємств з виробництва штучних волокон, на яких сірковуглець використовується.